# Municipio de Meadow (Minnesota)
El municipio de Meadow (en inglés: Meadow Township) es un municipio ubicado en el condado de Wadena en el estado estadounidense de Minnesota. En el año 2010 tenía una población de 217 habitantes y una densidad poblacional de 2,3 personas por km².

## Geografía
El municipio de Meadow se encuentra ubicado en las coordenadas 46°40′19″N 94°59′4″O / 46.67194, -94.98444. Según la Oficina del Censo de los Estados Unidos, el municipio tiene una superficie total de 94.45 km², de la cual 93,42 km² corresponden a tierra firme y (1,09 %) 1,03 km² es agua.

## Demografía
Según el censo de 2010, había 217 personas residiendo en el municipio de Meadow. La densidad de población era de 2,3 hab./km². De los 217 habitantes, el municipio de Meadow estaba compuesto por el 96,77 % blancos, el 2,3 % eran de otras razas y el 0,92 % eran de una mezcla de razas. Del total de la población el 2,3 % eran hispanos o latinos de cualquier raza.